# Nyctiophylax banksi
Nyctiophylax banksi là một loài Trichoptera trong họ Polycentropodidae. Chúng phân bố ở miền Tân bắc.